# Trương Hoàng Thanh
Trương Hoàng Thanh (? - 31 tháng 1 năm 1968) còn gọi Tô Hoài Thanh có bí danh là Ba Thanh, là đội trưởng Đội 5 biệt động tiến đánh Dinh Độc Lập trong Sự kiện Tết Mậu Thân.

## Trận đánh cuối cùng
Lúc 1 giờ 30 phút sáng mùng 2 Tết Mậu Thân (ngày 31 tháng 1 năm 1968), Đội 5 trinh sát gồm 15 người do ông Trương Hoàng Thanh chỉ huy xuất phát từ căn nhà số 287/70 đường Phan Đình Phùng (nay là đường Nguyễn Đình Chiểu)(có tài liệu cho là đường Trần Quý Cáp (nay là Võ Văn Tần). Đội di chuyển trên ba xe hơi nhỏ và một xe honda. Trong ba xe hơi thì có một chiếc chứa chất nổ nhằm phá huỷ mục tiêu, một xe là của Lê Tấn Quốc (chủ hộ căn nhà ém quân của cả đội, với tên Bảy Rau Muống) cùng nữ chiến sĩ 19 tuổi Vũ Minh Nghĩa (Chín Nghĩa). Ba Thanh yêu cầu Bảy Rau Muống về nhà vì là thành viên đã có gia đình, nhưng ông này vẫn đi theo cả đội. Khi tiếp cận Dinh Độc Lập ở phía đường Nguyễn Du, đã bị lính gác chặn lại, nổ súng diệt các lính gác khi họ báo động, sau đó dùng bộc phá mở cổng cho xe chứa chất nổ lao vào. Tuy nhiên, chất nổ không nổ vì trục trặc kỹ thuật. Đội xung kích lọt vào bên trong. Bị bắn dữ dội, hai thành viên của đội tử trận, đội tạm rút lui. Lính Mỹ và Việt Nam Cộng Hoà bao vây rất căng. Đội đã dùng B40, súng AK, lựu đạn chống trả quyết liệt,tiêu diệt 3 xe jeep và khoảng 20 quân đối phương. Một người nữa trong đội cũng gục ngã. Đến 3:00 sáng, không nhận được tiếp viện theo kế hoạch, cả đôi phải chiến đấu đơn độc trong tình trạng hao hụt, bị thương phần lớn đội hình. 4:00 thì ông Trương Hoàng Thanh cũng tử trận.
8 người còn lại rút vào nhà số 56 Thủ Khoa Huân cố thủ khi lính đối phương ập đến, nhưng mất thêm một người. Bảy Rau Muống chốt chặn ở cầu thang, chiến đấu đến viên đạn AK cuối cùng. Lợi dụng những lỗ đạn cối lớn trên tường, 7 người còn lại dìu nhau rút lui an toàn đến nhà số 108 đường Gia Long (nay là đường Lý Tự Trọng) bị bủa vây, quả lựu đạn cuối cùng rút chốt không nổ thì bị bắt.

## Vinh danh
Tên ông được đặt cho con đường ở Phường 12, Quận Tân Bình, TP.HCM